# Marta Aymerich
Marta Aymerich (Sarrià de Ter, 27 d'octubre de 1968) és una metgessa catalana dedicada a la salut pública i la universitat.

## Trajectòria
Té un doctorat en Medicina i Cirurgia (2002; MD en 1993) per la Universitat Autònoma de Barcelona, i un màster en Salut Pública (MPH) per la Universitat Harvard (1999).
El 1995 va començar a treballar a l'Agència Catalana d'Avaluació i Recerca de Tecnologia Sanitària, que va dirigir de 2006 a 2008. De 2004 a 2006 va ser nomenada directora del Consell Interministerial de Recerca i Innovació Tecnològica per la Generalitat de Catalunya. Posteriorment va fundar el grup de recerca Translational Medicine and Decision Science Lab (TransLab) de la Universitat de Girona, on va ser professora adjunta a la Facultat de Medicina entre 2008 i 2014.
Entre 2011 i 2013 va ser cap de recerca i innovació en salut al Departament de Salut de la Generalitat de Catalunya i posteriorment vicepresidenta de Planificació Estratègica i Recerca de la Universitat Oberta de Catalunya (UOC). Des de 2023 dirigeix l'eHealth Center, de la mateixa universitat.
Des d'abril de 2024 presideix la Societat de Salut Pública de Catalunya i Balears.
És col·laboradora del diari Ara.

## Premis i reconeixements
- 2024 - Premi a l’Excel·lència Professional del Col·legi de Metges de Barcelona.